# Gliniane dzbany
Gliniane dzbany – czwarty tom cyklu Teodora Parnickiego Nowa baśń wydany w 1966 roku.

## O powieści
Parnicki ukończył powieść w Meksyku w 1965. Ukazała się ona w PIW-ie w 1966 w nakładzie 7.000 egzemplarzy. Podtytuł utworu: Gliniane dzbany stanowi cytat z wiersza Leopolda Staffa W drodze.
Jeden z bohaterów powieści wspomina tam Leptynesa jako autora czegoś w rodzaju pamiętnika, a odsyłacz u dołu strony upewnia czytelnika, że chodzi o Koła na piasku. Taki sam odsyłacz odwołuje się do powieści I u możnych dziwny. Związki z nią zresztą o wiele głębsze, bowiem wśród bohaterów Glinianych dzbanów znajdują się domniemani i prawdziwi rodzice Jana Onufrego Zagłoby, bohatera powieści I u możnych dziwny. Pojawiają się w powieści również bohaterowie poprzedniego tomu Nowej baśni: obaj panowie Villafana, księżna Jelena moskowijska, a głównym bohaterem jest Atanazy Diaz, domniemany syn Jana Diaza, osobliwej odmiany Tezeusza Minotaurobójcy z Labiryntu. Kończy się XVI wiek i oto w sto lat od wyprawy Kolumba ujawniona zostaje zmowa tajna, jaka wiązała się z odkryciem Ameryki.

## Mit Atlantydy
Czwarty tom Nowej baśni przynosi kolejną, ostatnią już interpretację tego wydarzenia, kluczowego dla mitu Atlantydy, Przeciwziemi, Wysp Szczęśliwych. Marzenie mieszańców i wydziedziczonych o nowej szczęśliwej ziemi zostało zawłaszczone przez wielmożów. Portugalczycy chcąc odwrócić zachłanność Hiszpanów od Indii i skierować ją gdzie indziej, zainteresowali ich drogą na zachód. Kolumb był z nimi w zmowie, wiedział, że nie dotrze do Indii, lecz do Toltecji. Nakarmi chciwość hiszpańską bogactwami nowego lądu, a Portugalczykom pozwoli zachować bogactwa Afryki i Indii. Odkrycie Ameryki okazuje się więc wynikiem kunsztownie uknutego spisku. To że bogactwa wydane na łup Hiszpanom, okazały się o wiele większe niż przewidywali wielmoże portugalscy, to osobna sprawa. Istotne jest to, że brutalna rywalizacja wielmożów utopiła we krwi wielowiekowe marzenia maluczkich.
Parnicki nie kompromituje jednak tego marzenia. Interesują go bowiem nie tylko spełnione możliwości, lecz i marzenia i projekty, które nigdy nie mogły się spełnić i musiały pozostać jedynie marzeniem, szalonym i zuchwałym urojeniem. Pokazując dramatyczny konflikt świata myśli z twardym światem działań polityków autor ujawnia jak bardzo świat działań polityków jest zależny od świata marzycieli. Bez ich upartej tęsknoty, marzeń o Atlantydzie i świętym Graalu, nie mógłby Kolumb otworzyć drogi na zachód. Mieszańcy Parnickiego są rewolucjonistami i futurologami – niezadowoleni z krzywdzącej teraźniejszości, projektują przyszłość.

## Kwestia mieszańców
Atanazy Diaz, jako syn Jana Diaza, towarzysza pierwszych konkwistadorów, wiedział zbyt wiele, by mógł się czuć bezpiecznym. Jako sługa Jakuba Typotiusa, niderlandzkiego katolika, który był sekretarzem króla Szwecji, postarał się, dzięki pomocy dworzan królewskich niechętnych katolikom, by jego pana osadzono w więzieniu. Udając się za swym panem pod ochronę więziennych murów, znalazł, nie budząc podejrzeń, bezpieczne schronienie przed własnymi wrogami. W więziennych rozmowach Atanazego z Typotiusem zarysowuje Parnicki pełną interpretację sytuacji mieszańca. Konflikt pomiędzy tym co uniwersalne, a tym co partykularne ukazany zostaje jako konflikt pomiędzy przywiązaniem do ojczyzny i Kościoła powszechnego. Typotius staje przed dylematem, jak być wiernym synem ojczyzny walczącej o niepodległość z katolickim cesarzem i jednocześnie wiernym synem Kościoła, gdy wszyscy patrioci niderlandzcy są protestantami.
W dotychczasowych powieściach mieszańcy Parnickiego kompensowali swoją niemożność przynależenia do wspólnoty etnicznej, przynależnością do wspólnoty uniwersalnej, lub odwrotnie, podporządkowanie wspólnocie powszechnej odczuwali jako przeszkodę włączenia się do wspólnoty partykularnej. Dramat Typotiusa przynosi nowe spojrzenie: można znaleźć się w takim położeniu należąc do jednego narodu. Ukazuje bycie mieszańcem jako zjawisko egzystencjalne, jako stały atrybut sytuacji człowieka, zawieszonego pomiędzy doczesnością a wiecznością, ojczyzną ziemską a niebieską, obdarzonego śmiertelnym ciałem i pragnącego boskiej nieśmiertelności.